# 鳴子溫泉車站

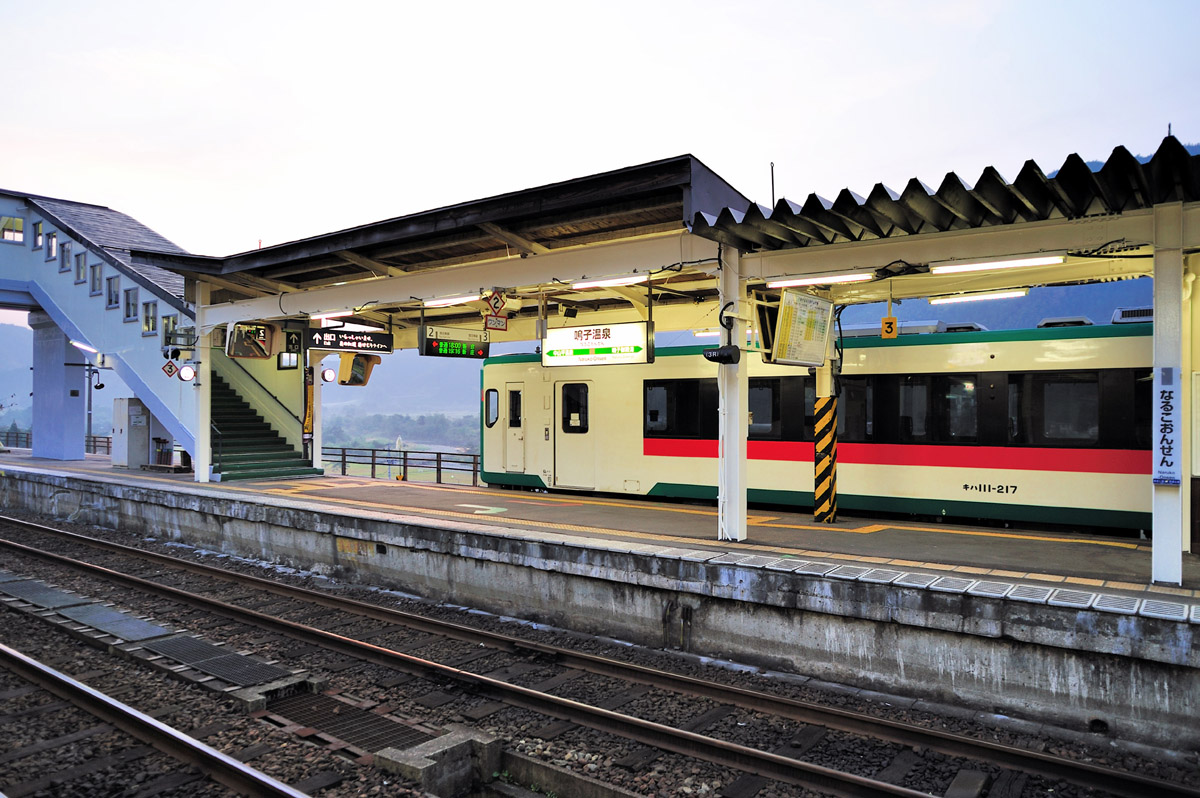
鳴子溫泉車站的月台，與停靠其上的陸羽東線普通列車

鳴子溫泉車站（日语：／ Naruko-onsen eki */?）是一由東日本旅客鐵道（JR東日本）所經營的鐵路車站，位於日本宮城縣大崎市境內，是陸羽東線沿線的車站之一，由JR東日本仙台支社管轄。
在過去鳴子溫泉車站曾一度是所在地鳴子町（已於2006年時與周遭行政區合併成為大崎市）的主車站，也是當地著名旅遊勝地鳴子溫泉與鳴子峽的主要進出據點。

## 車站構造
鳴子溫泉是一站內設有單式月台1面1線與島式月台1面2線、共2面3線的地上車站，月台間有跨線天橋連接。夜間滞泊列車有3班。
整日皆有站員派駐的鳴子溫泉車站在業務上劃屬JR東日本仙台支社管轄，並同時也是舊鳴子町內其他較小車站（川渡溫泉～中山平溫泉）的管理車站。站內設有綠窗口與Kiosk（キオスク）便利商店，除此之外為服務旅客，車站內也設有觀光詢問處。
鳴子溫泉車站在1915年初設時，原名鳴子（當時「鳴子」兩字的日文發音是比較接近東北口音的（Narugo），與今日的（Naruko）不全然相同）。站名一直到1997年時，才改為目前的鳴子溫泉。2002年時，以「被泉煙包圍、溫泉街的情報發信車站」（湯煙りに包まれた、温泉町の情報発信駅）之評價，入選東北車站百選。

### 月台配置
| 月台 | 路線      | 方向 | 目的地           |
| ---- | --------- | ---- | ---------------- |
| 1－3 | ■陸羽東線 | 下行 | 新方向           |
| 1－3 | ■陸羽東線 | 上行 | 古川、小牛田方向 |

## 利用狀況
| 上下車人次統計 | 上下車人次統計   | 上下車人次統計 | 上下車人次統計   | 上下車人次統計 | 上下車人次統計   |
| 年度           | 每日平均乘車人次 | 年度           | 每日平均乘車人次 | 年度           | 每日平均乘車人次 |
| -------------- | ---------------- | -------------- | ---------------- | -------------- | ---------------- |
| 2000           | 464              | 2006           | 387              | 2012           | 259              |
| 2001           | 439              | 2007           | 387              | 2013           | 279              |
| 2002           | 433              | 2008           | 354              |                |                  |
| 2003           | 409              | 2009           | 312              |                |                  |
| 2004           | 394              | 2010           | 274              |                |                  |
| 2005           | 376              | 2011           | 246              |                |                  |

## 相鄰車站
東日本旅客鐵道
■陸羽東線
鳴子御殿湯－鳴子溫泉－中山平溫泉

## 外部連結
- JR東日本－鳴子溫泉車站 （页面存档备份，存于）（日語）

38°44′35.75″N 140°42′57.53″E / 38.7432639°N 140.7159806°E